# International Society for Philosophical Enquiry
International Society for Philosophical Enquiry es una sociedad mundial, científica y filosófica para personas con elevado cociente intelectual. Fue fundada en el 1974 y se dedica a la investigación avanzada y a contribuciones originales. Sus miembros utilizan sus capacidades para promover el crecimiento y el desarrollo de una cultura y civilización progresista.

## Background
ISPE fue fundada por el Dr. Chris Harding, de Queensland (Australia), un experto en el campo de la psicometría. La organización de la sociedad corre a cargo de funcionarios y otros voluntarios elegidos y nombrados de acuerdo con los estatutos. 

El lema de la ISPE es “Quaere Verum”, “Busca la Verdad”. ISPE, como organización, no tiene ni opinión ni filiaciones políticas oficiales. Concentra sus objetivos en la utilización del intelecto para la mejora de la sociedad y en la provisión de un foro para discusión e intercambio de ideas con el fin de favorecer el desarrollo intelectual de los miembros.

La revista de la sociedad se llama Telicom (ISSN 1087-6456), nombre que deriva de “telic” (“hacia un principio o un objetivo”) y una abreviación de “comunicación”. Publica material gráfico y artístico original, poesía y artículos preferiblemente “de interés general para todos los miembros”. Se solicita en particular material controvertido que concite debates interesantes. Telicom se publica seis veces al año.

## Pertenencia a la sociedad
El ingreso en la sociedad es normalmente concedido a personas que hayan obtenido una puntuación por encima de la del 99,9% de la población general en una de las pruebas de inteligencia aceptadas por la sociedad. Informalmente, ISPE es conocida como “The Thousand”, el nombre que se había dado originaria y brevemente a la sociedad en 1974, porque el nivel en el que está establecido el ingreso se circunscribe a uno de cada mil (3,09 desviaciones estándar por encima de la media de la distribución normal: un CI de 149 en un examen como lo Stanford-Binet, con una desviación estándar de 16, o de 146 en pruebas que utilicen una desviación estándar de 15, como la Escala Wechsler de Inteligencia para Adultos).
El gobierno de la sociedad está establecido de manera democrática, por medio de elecciones en las cuales pueden participar todos los miembros que hayan alcanzado el nivel de “Member” (miembro de pleno derecho).

## Actividades
En 1981, el Libro Guinness de Récords (ISBN 0-8069-0198-5) indicaba que ISPE tenía 239 miembros con un CI medio de 160, ninguno con menos de 148, y algunos con un CI superior a 183 (pág.35). Otra referencia aparece en la edición del 1993.

En abril de 2006, ya tenía 583 miembros en 29 países, aunque la mayoría (el 81,65%) vivía en los 45 estados de EE. UU. y en el distrito de Columbia.

Los 29 países son África del Sur, Alemania, Australia, Bélgica, Canadá, China (Región Administrativa Especial de Hong Kong), Corea del Sur, Dinamarca, Eslovaquia, España, Estados Unidos, Finlandia, Francia, Hungría, India, Irlanda, Israel, Italia, Japón, México, Noruega, Reino Unido, Rusia, Serbia, Singapur, Suecia y Suiza.

## Niveles de Asociación
ISPE está caracterizada por un sistema de ascenso cuyo propósito es animar a los miembros a utilizar sus capacidades para el bien de la sociedad. Hay seis niveles ordinarios de asociación: 
- Associate Member (66,7%)
- Member (14,1%)
- Fellow (7,4%)
- Senior Fellow (4,6%)
- Senior Research Fellow (3,3%)
- Diplomate (2,7%)

El séptimo nivel es un nivel especial (“Philosopher”, 0,5%).

Todos los miembros nuevos son admitidos como "Associate Member", y sólo después de ascender a "Member", tienen derecho de voto. Los primeros seis rangos se alcanzan demostrando varios logros que pongan en práctica los objetivos de la sociedad. Para el rango de "Diplomate", el candidato propuesto para ascenso tiene que ser aprobado por la mayoría de los miembros votantes. 
"Philosopher" es el rango más alto. No se concede con mucha frecuencia y es una "distinción" que no se puede "ganar" de manera normal como los otros rangos.
"Mentors" ("Mentores") son personas distinguidas fuera de la sociedad.

## Objetivos de ISPE
- Estimular la comunicación escrita entre miembros con intereses y capacidades similares para el intercambio de ideas y descubrimientos. Alimentar el deseo de aprender de los miembros a través de investigación atenta y reacciones adecuadas, ampliando su horizonte de saber y sabiduría.

- Animar a los miembros a cumplir objetivos en beneficio de la sociedad y de la humanidad en general.

- Proporcionar un canal para las iniciativas individuales y ofrecer a los miembros la oportunidad de ascender en la sociedad y de ocupar funciones ejecutivas o de dirección en las cuales puedan beneficiar a la sociedad y al mismo tiempo enriquecer su propia experiencia.

- Ofrecer a miembros con cargos de responsabilidad fuera de la sociedad la oportunidad de ayudar a otros miembros a promover su potencial.

- Seguir ampliando el número de los miembros animando a los miembros corrientes a buscar y proponer individuos calificados para suministrarles pruebas de inteligencia que les habiliten a entrar en la sociedad.

- Acumular recursos naturales de talento y ayudar a los miembros a conseguir el éxito y el reconocimiento que merecen.

- Prestar un servicio de consultas por correspondencia a los miembros que deseen utilizarlo en su educación, profesión o en su propia vida. Facilitar la orientación y el asesoramiento de miembros experimentados a otros miembros susceptibles de beneficiarse de su experiencia.

- Unir a todos los miembros y cimentar estas relaciones a través de la revista Telicom, que los mantiene informados de las actividades de la sociedad, con la finalidad de que puedan beneficiarse compartiendo experiencias con otros miembros. Se solicitan esbozos autobiográficos y otras contribuciones, que se publican para la edificación de los miembros y la estimulación de ideas entre ellos.

- Extender nuestros potenciales a través de la salud y la longevidad.